# Стациус Филип фон Бентхайм-Щайнфурт
Стациус Филип фон Бентхайм-Щайнфурт (на немски: Statius Philipp von Bentheim-Bentheim; * 26 август 1668 в Бентхайм; † 22 март 1749) е граф на Бентхайм-Щайнфурт и нидерландски генерал на кавалерията.
Той е вторият син на граф Ернст Вилхелм фон Бентхайм-Щайнфурт в Бентхайм (1623 – 1693) и първата му съпруга Гертруд фон Целст (ок. 1625 – 1679), от 1666 г. „графиня фон Целст“. Внук е на граф Арнолд Йост фон Бентхайм-Текленбург (1580 – 1643) и Анна Амалия фон Изенбург-Бюдинген (1591 – 1667). Родителите му се развеждат през 1678 г. и баща му се жени втори път 1678 г. за графиня Анна Изабела фон Лимбург (ок. 1654 – 1723).
Брат е на граф Ернст фон Бентхайм-Щайнфурт (1661 – 1713), който се жени на 16 април 1701 г. за графиня Изабела Юстина ван Хорн (1661 – 1734) и е баща на граф Фридрих Карл Белгикус фон Бентхайм-Щайнфурт (1703 – 1733).
Стациус Филип е от 1733 г. до смъртта си 1749 г. опекун на роднината си Карл Паул Ернст фон Бентхайм-Щайнфурт (1729 – 1780), син на племенника му граф Фридрих Карл Белгикус фон Бентхайм-Щайнфурт (1703 – 1733) и графиня Франциска Шарлота фон Липе-Детмолд (1704 – 1738).
Стациус Филип умира на 22 март 1749 г. на 80 години.

## Фамилия
Стациус Филип се жени на 25 февруари 1698 г. в Хага за графиня Йохана Сидония фон Хорн (* 28 март 1670; + 16 март 1762), дъщеря на генерал-майор граф Вилхелм Адриан фон Хорн, барон фон Кесел, господар на Батенбург (1633 – 1694), и съпругата му Анна фон Насау (ок. 1638 – 1721). Йохана Сидония е сестра на Изабела Юстина фон Хорн, от 1701 г. съпруга на брат му Ернст. Те нямат деца.